# Lepthyphantes ligulifer
Lepthyphantes ligulifer är en spindelart som beskrevs av Denis 1952. Lepthyphantes ligulifer ingår i släktet Lepthyphantes och familjen täckvävarspindlar.
Artens utbredningsområde är Rumänien. Inga underarter finns listade i Catalogue of Life.